# Oroso (parroquia)
Oroso (llamada oficialmente San Martiño de Oroso) es una parroquia española del municipio de Oroso, en la provincia de La Coruña, Galicia.

## Entidades de población
Entidades de población que forman parte de la parroquia:
- Estación Oroso (A Estación de Oroso)

- La Iglesia (A Igrexa o San Martiño)
- Barreiro (O Barreiro)
- Oroso Pequeno
- Sigüeiro
- Vilanova
- Alto de Vilanova (O Alto de Vilanova)
- Cruceiro (O Cruceiro)
- Mariñaos (Os Mariñaos)
- Pena (A Pena)
- Ulloa (A Ulloa)
- Villacid de Abajo (Vilacide de Abaixo)
- Villacid de Arriba (Vilacide de Arriba)
- Villalbarro (Vilalbarro)
- Os Riás

## Patrimonio

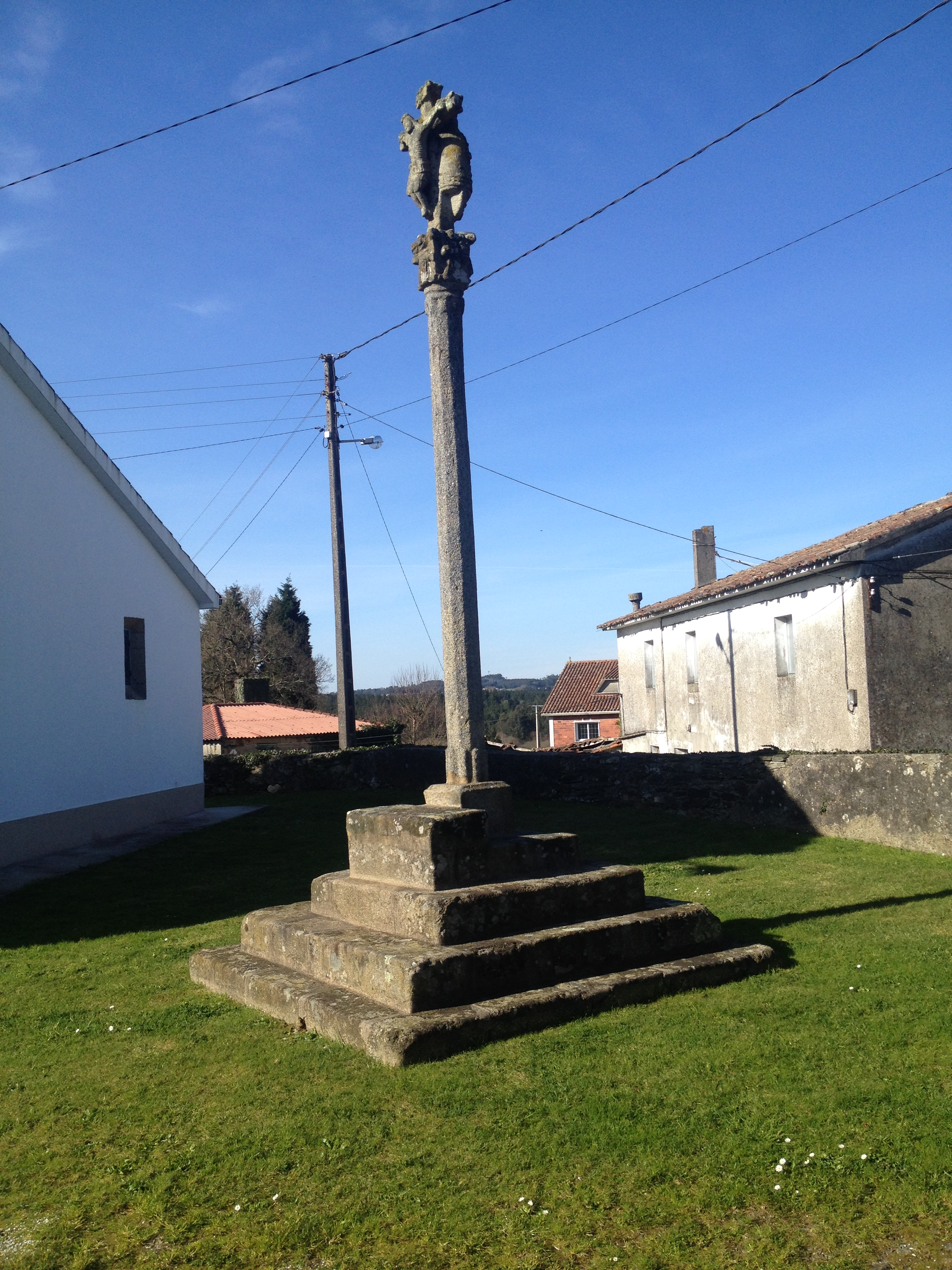
Cruceiro de la Iglesia de San Martiño de Oroso

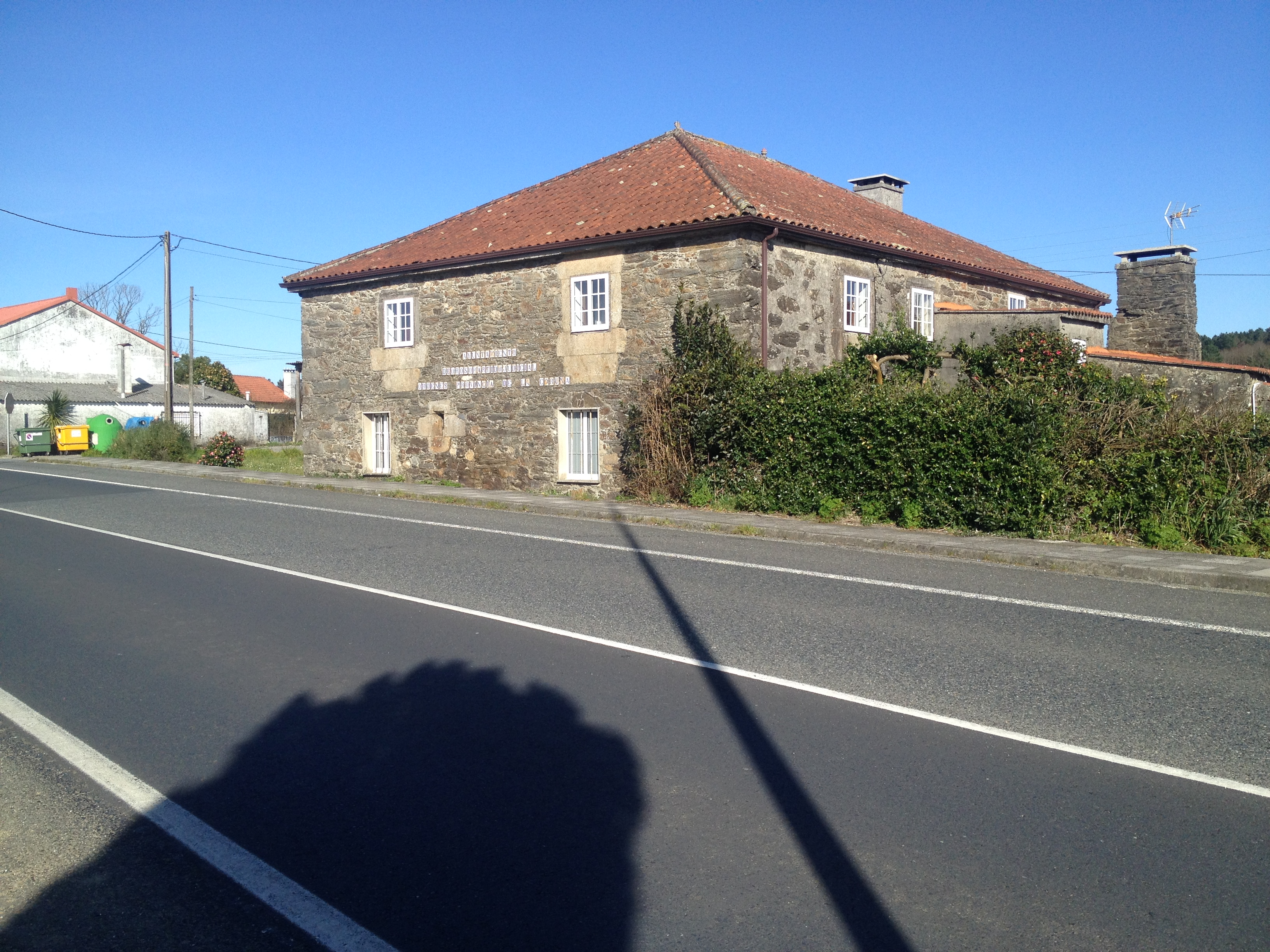
Casa Grande de San Martiño

## Demografía
| Gráfica de evolución demográfica de Oroso entre 2000 y 2019 |
|                                                             |
| Datos según el nomenclátor publicado por el INE.            |

## Camino Inglés
El famoso camino inglés que lleva a miles de peregrinos hasta la capital de Galicia, Santiago de Compostela, pasa por esta parroquia trayendo consigo numerosos caminantes sobre todo en épocas como Semana Santa y durante todo el verano. 

## Iglesia de San Martiño
Se trata de una iglesia de estilo románico en la cual se rinde tributo al Santo Martiño, patrón de la parroquia.

## Cruceiro de la Iglesia de San Martiño
Junto a la Iglesia parroquial de Oroso encontramos el Cruceiro de San Martiño. Su estilo artístico, tanto su cruz como el capitel son únicos en la comarca. El Cristo da respuesta a la imaginería mariana, el paso del tiempo ha borrado su pintura, pero todavía se percibe el ornamentado manto que lo cubre. El elaborado trazado del ápside evidencia una clara tendencia al estilo prerrománico.

## Casa grande de San Martiño
Una de las primeras casas de la zona y la cual antes se utilizaba para las reuniones parroquiales. Tiene una planta rectangular y está revestida de piedra.

## Festividades
Las festividades más importantes de esta parroquia son: el día de San Martiño (14 de noviembre) y cuya verbena se realiza el primer domingo pasado este día; y el Sacramento en el mes de agosto en el cual se celebra una romería que dura un fin de semana entero. 